# Daphniphyllum luzonense
Daphniphyllum luzonense är en tvåhjärtbladig växtart som beskrevs av Adolph Daniel Edward Elmer. Daphniphyllum luzonense ingår i släktet Daphniphyllum och familjen Daphniphyllaceae. Inga underarter finns listade i Catalogue of Life.